# Il était temps
Il était temps ("Já era tempo") é uma a canção francesa, apresentada no Festival Eurovisão da Canção 2006 e interpretada por Virginie Pouchain.
A França por pertencer aos big four (juntamente com Espanha, Alemanha e Reino Unido) tem sempre passagem directa à final.
A canção foi a 19ª a subir ao palco, a seguir da canção da Ucrânia ("Show Me Your Love" interpretada por Tina Karol) e antes da canção da Croácia ("Moja štikla" interpretada por Severina).